# Phùng Tích Phạm
Phùng Tích Phạm (giản thể: 冯锡范; phồn thể: 馮錫範; bính âm: Féng Xīfàn), hiệu Hi Phạm (希範), là một quan viên và đại tướng trụ cột của chính quyền Minh Trịnh tại Đài Loan trong thế kỷ 17. Phùng Tích Phạm là người huyện Long Khê (nay là khu Long Văn), Chương Châu, Phúc Kiến. Về sau, Phùng Tích Phạm đầu hàng triều Thanh.

## Tiểu sử
Phùng Tích Phạm là con của Phùng Trừng Thế (馮澄世), là công quan của Diên Bình vương Trịnh Thành Công. Sau khi quân Thanh liên tiếp công phá Bắc Kinh và Nam Kinh, cha con họ Phùng tham gia vào đội quân phản Thanh phục Minh của Trịnh Thành Công, theo quân Trịnh chiến đấu hơn 10 năm ở Mân Nam. Trịnh Thành Công sau đó đưa quân ra Đài Loan, đánh bại người Hà Lan trên đảo, lập ra vương triều Minh Trịnh.
Năm 1662, Trịnh Thành Công qua đời, vương triều Minh Trịnh nổ ra việc tranh giành ngôi vị giữa con trưởng của Trịnh Thành Công là Trịnh Kinh với em trai thứ năm của Trịnh Thành Công là Trịnh Tập (鄭襲). Các đại thần của vương triều Minh Trịnh như Hoàng Chiêu (黃昭) và Tiêu Củng Thần (蕭拱辰) lấy cớ Trịnh Kinh đắc tội với cha nên không thể kế vị, lập Trịnh Tập làm Diên Bình giám quốc, Đại Lý Chiêu Thảo đại tướng quân.
Lúc bấy giờ, Trịnh Kinh đang trú ở Hạ Môn, được tướng lĩnh họ Trịnh ở duyên hải Phúc Kiến phổ biến thừa nhận, đem quân tiến thẳng đến Đài Loan. Phùng Tích Phạm khi ấy được Trịnh Kinh cho làm thị vệ bên mình, tương đương với việc nhận được sự tín nhiệm của Trịnh Kinh. Sau khi quân của Trịnh Kinh tiến đến Đài Loan, đã khai chiến với Hoàng Chiêu tại Xích Khảm (赤崁, nay là Đài Nam), Hoàng Chiêu chết trận. Sau trận đánh, các tướng lĩnh vốn ủng hộ Trịnh Tập đều đầu hàng Trịnh Kinh. Sau khi đánh bại quân của Trịnh Tập, Trịnh Kinh tiến hành vỗ về quân dân Đài Loan, nhanh chóng ổn định tình hình. Để thể hiện lòng khoan dung, Trịnh Kinh không hành quyết Trịnh Tập, song đưa đến Hạ Môn quản thúc.
Năm 1679, Trịnh Kinh lập con trai Trịnh Khắc Tang làm giám quốc, xử lý chính sự. Trịnh Khắc Tang là người cương nghị, quả quyết, rất giống với phong thái của Trịnh Thành Công. Trịnh Khắc Tang là người nghiêm khắc và các thành viên trong tông thất cũng không được ngoại lệ, vì thế nhiều thành viên tông thất và Phùng Tích Phạm căm ghét Trịnh Khắc Tang.
Năm 1680, Trịnh Kinh qua đời, các em của Trịnh Kinh và Phùng Tích Phạm đều không muốn Trịnh Khắc Tang kế thừa, dự định ủng hộ lập Trịnh Khắc Sảng, bèn thuyết phục người vợ họ Đổng của Trịnh Thành Công ở Bắc Viên Biệt quán bãi bỏ chức vị Giám quốc của Trịnh Khắc Tang, nhưng Trịnh Khắc Tang từ chối giao lại ấn tín. Nhóm Phùng Tích Phạm liền vu cáo Trịnh Khắc Tang phản lại di nguyện của phụ thân, phái người tới treo cổ cho đến chết (có thuyết nói là tự sát)
Trịnh Khắc Sảng lúc bấy giờ mới gần 12 tuổi lên làm Diên Bình quận vương. Năm 1683, thủy sư đề đốc triều Thanh là Thi Lang đã đại phá hạm đội họ Trịnh trong hải chiến Bành Hồ, đánh chiếm quần đảo này, tướng họ Trịnh là Lưu Quốc Hiên phải rút chạy về đảo chính Đài Loan. Phùng Tích Phạm bèn khuyên Trịnh Khắc Sảng đầu hàng, Khắc Sảng nghe theo. Sau khi được Thi Lang chấp thuận, Trịnh Khắc Sảng, Lưu Quốc Hiên và Phùng Tích Phạm dẫn các tướng lĩnh và quan lại ra hàng. Sau đó, khi được đưa đến Bắc Kinh, Phùng Tích Phạm và Lưu Quốc Hiên đều thụ tước bá.
Trịnh Khắc Sảng lấy con gái Phùng Tích Phạm, có con là Trịnh An Phúc (鄭安福).

## Trong văn chương
Phùng Tích Phạm là một nhân vật địch thủ phụ xuất hiện trong tiểu thuyết Lộc đỉnh ký của Kim Dung. Trong truyện, ông là một kiếm sĩ dũng mãnh thuộc Côn Lôn phái và có biệt danh là "nhất kiếm vô huyết" (一劍無血), là sư phụ của Trịnh Khắc Sảng. Sau khi đầu hàng triều Thanh, ông bị Vi Tiểu Bảo lừa đem ra pháp trường chém đầu thay cho tử tù Mao Thập Bát.